# 黄金のアデーレ 名画の帰還
『黄金のアデーレ 名画の帰還』（おうごんのアデーレ めいがのきかん、原題：Woman in Gold）は、2015年制作のイギリス・アメリカ合衆国の映画。
グスタフ・クリムトが描いた「アデーレ・ブロッホ＝バウアーの肖像 I」（通称：「黄金のアデーレ」）を巡る裁判の顛末をマリア・アルトマンの実体験を基に描いた映画である。

## あらすじ
1998年のロサンゼルスで、ルイーゼと言う老女の葬儀が行われていた。彼女の棺にはユダヤ教徒であることを示すダビデの星が飾られていた。葬儀の帰り、ルイーゼの妹マリア・アルトマンは、オーストリアから亡命して以来、家族ぐるみの付き合いがあるバーバラ・シェーンベルクに弁護士の相談をする。彼女の息子ランディは若手の弁護士で大手弁護士事務所に就職が決まったばかりだったが、とりあえずマリアの説明を聞く。
オーストリアのフェルディナント・ブロッホ＝バウアーは非常に裕福なユダヤ人の実業家で、妻アデーレをモデルにした肖像画「黄金のアデーレ」を所有していた。夫妻には子どもがなく、姪であるルイーゼとマリア姉妹は実の子のように可愛がられていた。ルイーゼの遺品である半世紀前の手紙から、オーストリアで始まった美術品の返還請求をできないかという相談だった。請求期限まで間が無く、ランディは一度は断るが、絵画の不可解な謎と1億ドルの価値を知ると、上司に掛け合い、渡欧を決める。祖国に戻ることを頑なに拒むマリアも翻意し、二人はウィーンへ向かう。
マリアは、美しい叔母アデーレ、芸術を愛する両親、歌手であるフリッツとの結婚、ナチスからの逃避行等、半世紀以上ぶりに見るウィーンの街に、思い出を重ねる。二人は、雑誌記者のフベルトゥスの協力を得て、遺言書を入手する。アデーレは「夫の死後、美術品をベルヴェデーレ美術館へ寄贈する」という遺言を残して1925年に病死。フェルディナントが死去したのも1945年だった。しかし「黄金のアデーレ」は1941年にナチスに収奪されて美術館に収蔵されていた。さらに、絵画の領収書から、その法的な所有者はフェルディナントであるとして、アデーレの遺言に効力はなく、フェルディナントの遺書に基づきマリアは絵画の返還を求めることが出来ることが判明する。
しかし、「黄金のアデーレ」はオーストリア共和国の宝として高い人気を誇り、オーストリア政府は美術品返還の大義名分とは裏腹に、マリアの請求を却下する。帰国の途上、マリアの思い出話から、自分の祖先がナチスの虐殺の犠牲になったことを改めて感じたランディは、金目当てで案件に取り組んだことを恥じ入る。
9か月後、ランディは書店でクリムトの絵画集を見つけて購入し、マリアを訪問する。オーストリア政府が米国内で商業活動を行ったことで、米国内からオーストリアに訴えを起こす条件が揃ったのだった。ランディは弁護士事務所を退職し、マリアを説得して訴訟を起こす。
さらに半年後、マリアは古い知人エスティ・ローダーの息子で元駐墺大使のロナルド・ローダーに呼び出され、「黄金のアデーレ」を彼のギャラリーに展示するため、裁判への協力の申し出を受ける。しかしマリアはそれを断り、ランディに訴訟を任せるのだった。そして米国の連邦最高裁は、マリアの請求を支持する判断する。そして4か月後、最高裁での裁判が決まり闘争はさらに続くのだった。
マリアが高齢であることから、ランディはオーストリア政府との和解を進めようとする。しかし不当な収奪を認めることを譲れないマリアは、ランディが進めようとしたウィーンでの和解調停に激しく抵抗し、ランディを解雇しようとする。結局、ウィーンにはランディのみが赴き、調停に取り組むはずが、調停の席にはマリアも現れる。ランディは、かつてオーストリアがナチスを支持し、不当な迫害を行った過去と向かい合うよう訴えかける。調停の合間に、フベルトゥスが二人に協力する理由を説明する。彼の父は熱烈なナチス党員であり、父の罪を贖うとともに、何故父がナチスに肩入れしたのか歴史に向かい合おうとしていたのだった。
最終的に、「黄金のアデーレ」を含む美術品がマリアに返還されることが発表され、歴史的な発表に拍手が巻き起こる。しかし、マリアは勝利しても心は晴れることなく、両親を残して亡命したことを悔い、涙を流す。しかし、両親との別れ際の会話を思い出すと、ローダーのギャラリーに絵画を預けることにし、未来へ歩みだす。
エンディングで、絵画、ランディ、そしてマリアのその後が紹介されるとともに、ナチスの収奪した10万点にも及ぶ美術品の多数が返還されていないことも示される。

## キャスト
※括弧内は日本語吹替
- マリア・アルトマン（英語版）：ヘレン・ミレン（一柳みる）
- ランディ・シェーンベルク（英語版）：ライアン・レイノルズ（西健亮）
- フベルトゥス・チェルニン（英語版）：ダニエル・ブリュール（勝杏里）
- パム・シェーンベルク：ケイティ・ホームズ（橘あんり）
- 若き日のマリア・アルトマン：タチアナ・マスラニー（御沓優子）
- フレデリック“フリッツ”・アルトマン：マックス・アイアンズ（岩川拓吾）
- シャーマン：チャールズ・ダンス
- フローレンス・クーパー（英語版）裁判官：エリザベス・マクガヴァン
- ウィリアム・レンキスト裁判長：ジョナサン・プライス
- バーバラ・シェーンベルク：フランシス・フィッシャー
- アデーレ・ブロッホ＝バウアー：アンチュ・トラウェ
- グスタフ・クリムト：モーリッツ・ブライプトロイ
- フェルディナント・ブロッホ＝バウアー：ヘンリー・グッドマン
- トーマン：ユストゥス・フォン・ドホナーニ
- ハインリヒ：トム・シリング（英語版）
- グスタフ：アラン・コーデュナー（英語版）

## 製作

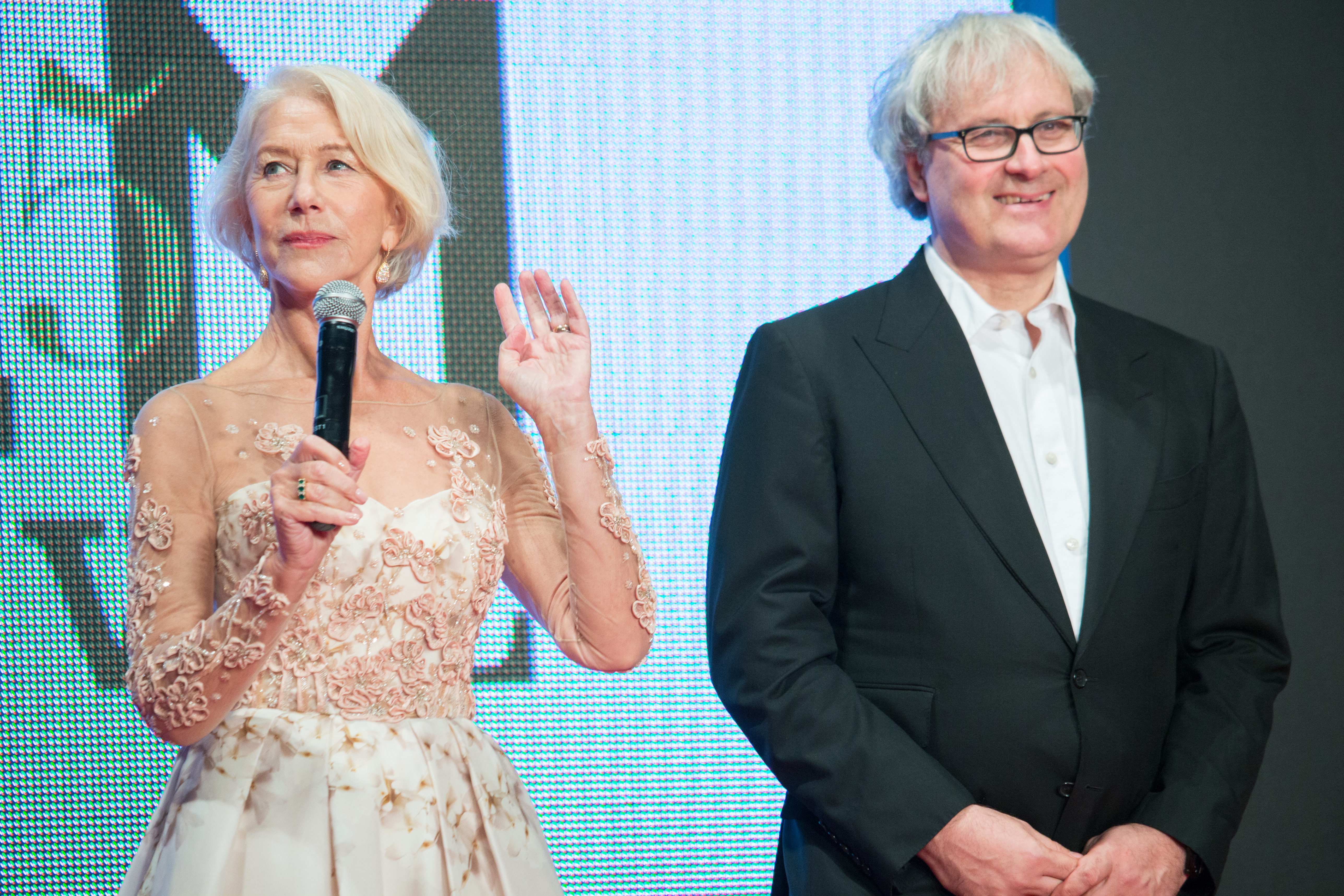
第28回東京国際映画祭（2015年）に出席するヘレン・ミレンとサイモン・カーティス

2014年5月15日、タチアナ・マスラニーは主演のヘレン・ミレンが演じるマリア・アルトマンのウィーン時代を演じることが発表された。5月29日にケイティ・ホームズの出演が発表され、同月30日にはマックス・アイアンズ、チャールズ・ダンス、エリザベス・マクガヴァン、ジョナサン・プライス、モーリッツ・ブライプトロイ、アンチュ・トラウェの出演が発表された。7月9日にフランシス・フィッシャーの出演が発表された。
映画の題材となっている「アデーレ・ブロッホ＝バウアーの肖像 I」は、アーティストのスティーヴ・ミッチェルが撮影用に5週間かけてレプリカを作成している。レプリカは全体版と部分ごとのバージョンがそれぞれ作られた。
2014年5月23日からイギリス・オーストリア・アメリカ合衆国で8週間かけて主要撮影が行われた。6月9日のロンドンの撮影にはケイティ・ホームズが参加しており、16日にもロンドンで撮影が行われている。7月1日にはミレンとレイノルズが参加してウィーンでの撮影が行われ、同月9日にはロサンゼルスで撮影が行われた。

## 評価
Rotten Tomatoesには147件のレビューが寄せられ支持率56%、平均評価6/10となっている。Metacriticには31件のレビューが寄せられ51/100のスコアとなっており、CinemaScoreでは「A」評価となっている。
主演のヘレン・ミレンは全米映画俳優組合賞主演女優賞にノミネートされた。